# Secreto Matusita
Secreto Matusita (conocida también como Secreto M) es una película de terror dirigida por Dorian Fernández-Moris y protagonizada por Bruno Espejo, Eduardo Ramos, Lupita Mora y Willy Gutiérrez. Se estrenó el 18 de septiembre de 2014 y está basada en la famosa casa embrujada de Lima, la Casa Matusita.

## Sinopsis
Una joven desaparece misteriosamente durante la grabación de un programa sobre fenómenos naturales en la conocida Casa Matusita en Lima, lugar donde suceden los eventos sobrenaturales. Durante su búsqueda, grabada en vídeo, sucederán los misterios.

## Reparto
- Bruno Espejo como Fabián Vasteri.
- Eduardo Ramos como Luis.
- Willy Gutiérrez como el vidente Óscar.
- Lupita Mora como Jimena.